# Ley Lines
Ley Lines (日本黒社会 LEY LINES?, Nihon kuroshakai - Ley Lines, lett. "Società nera Giappone - Ley Lines") è un film del 1999, diretto da Takashi Miike. È la terza e ultima parte della Black Society Trilogy, composta anche da Shinjuku Triad Society e da Rainy Dog.

## Trama

Copertina del DVD italiano

Ryūichi è un ragazzo di origini cinesi che vive in Giappone. Continuamente discriminato a causa delle sue origini, un giorno ruba una motocicletta, dopo aver aggredito il proprietario, e parte per Tokyo. A lui si uniscono il fratello minore Shunrei e l'amico d'infanzia Chan. I ragazzi si stabiliscono nel quartiere di Shinjuku, dove incontrano la prostituta cinese Anita, che inizialmente li raggira ma in seguito si unisce a loro.
I tre ragazzi vengono avvicinati da Barbie, un ghanese che li convince a spacciare il toluene, per conto di Ikeda, un piccolo malvivente. Dopo aver appreso la notizia della ricchezza del boss Wong, per il quale Anita lavora, i ragazzi decidono di ucciderlo e fuggire quindi con i soldi in Brasile.
La rapina va a buon fine, ma Ikeda e Barbie sparano contro i ragazzi, ferendo gravemente Chan, che muore durante il viaggio in macchina. Shunrei va a consegnare i soldi alla madre di Chan, ma viene investito da un camion e muore sul colpo. Ryūichi e Anita si dirigono verso la nave che deve portarli clandestinamente in Brasile, ma una volta pagato il viaggio si vedono circondati da Wong e dai suoi uomini. Wong viene ucciso da Anita, quindi i due si gettano in mare, mentre un nugolo di colpi di pistola e di mitragliatrice vengono sparati dagli uomini di Wong e l'acqua si colora di rosso sangue.
L'ultima inquadratura del film vede Ryūichi e Anita su una barca, entrambi feriti gravemente ma vivi.

## Riconoscimenti
- 2000 - Kinema Junpo Awards
  - Miglior attore a Kazuki Kitamura